# Regeringsformatie België 1965
Na de verkiezingen voor het Belgisch Parlement op 23 mei 1965 ging de formatie van een nieuwe Belgische regering van start. De formatie duurde 66 dagen en leidde tot de vorming van de regering-Harmel.

## Verloop van de formatie

### Aanloop naar de formatie
Bij de verkiezingen van 23 mei 1965 leden de regeringspartijen van de regering-Lefèvre, de christendemocratische CVP-PSC en de socialistische BSP-PSB een zware nederlaag: beide partijen verloren zeven à acht procent van hun stemmenaantal in 1961 en hadden in het parlement geen tweederdemeerderheid meer, waardoor deze partijen hun akkoord om een grondwetsherziening door te voeren, dat in 1964 bij een rondetafelconferentie was gesloten, alleen met de hulp van andere partijen konden doorvoeren. De liberale partij PVV-PLP en de Vlaams-nationalistische Volksunie waren de grote winnaars en verdubbelden hun zetelaantal in het parlement. Ook de communistische KPB-PCB boekte stemmenwinst. De verkiezingen betekenden tevens de doorbraak van de Brusselse francofone partij FDF en enkele kleine Waalsgezinde partijen, die vanaf 1968 het Rassemblement Wallon zouden vormen.
De volgende dag bood premier Théo Lefèvre (CVP) aan koning Boudewijn het ontslag van de regering aan. De koning aanvaardde het ontslag en belastte de regering met de afhandeling van de lopende zaken, waarna hij zijn raadplegingen met het oog op de regeringsvorming opstartte. Dezelfde dag ontving hij de voorzitters van Kamer en Senaat, respectievelijk Achiel Van Acker en Paul Struye, en uittredend vicepremier Paul-Henri Spaak (PSB). Op 25 mei kwamen eerst partijvoorzitters Paul Vanden Boeynants (CVP-PSC), Léo Collard (BSP-PSB) en Omer Vanaudenhove (PVV-PLP) op audiëntie, gevolgd door ministers van Staat August de Schryver (CVP), Robert Gillon (PVV) en Henri Rolin (PSB). De dag nadien raadpleegde de koning PLP-ondervoorzitter Norbert Hougardy, Robert Vandekerckhove, voorzitter van de Vlaamse vleugel van CVP-PSC, BSP-ondervoorzitter Jos Van Eynde, Hubert Ansiaux, voorzitter van de Nationale Bank, en vakbondsleiders August Cool (christelijke ACV), Louis Major (socialistische ABVV) en Armand Colle (liberale ACLVB). Op 28 mei werden gewezen eerste minister Gaston Eyskens (CVP), minister van Staat Paul Kronacker (PVV), uittredend minister van Economische Zaken Antoon Spinoy (BSP) en Roger De Staercke, voorzitter van werkgeversorganisatie VBN, ontvangen, op 29 mei was het de beurt aan gewezen minister en Kamerfractieleider René Lefebvre (PLP) en gewezen eerste minister Paul van Zeeland (PSC). Op 31 mei consulteerde de koning Senaatsfractieleider Victor Leemans (CVP), Kamerleden Herman Vanderpoorten en Willy De Clercq (beiden PVV) en oud-ministers Victor Larock (PSB) en Pierre Wigny (PSC). De dag daarna beëindigde de koning zijn verkenningsronde met de ontvangst van Kamerleden Jos De Saeger (CVP) en Marc-Antoine Pierson (PSB) en oud-minister Jacques Van Offelen (PLP).

### Informateur August de Schryver (1 juni - 17 juni 1965)

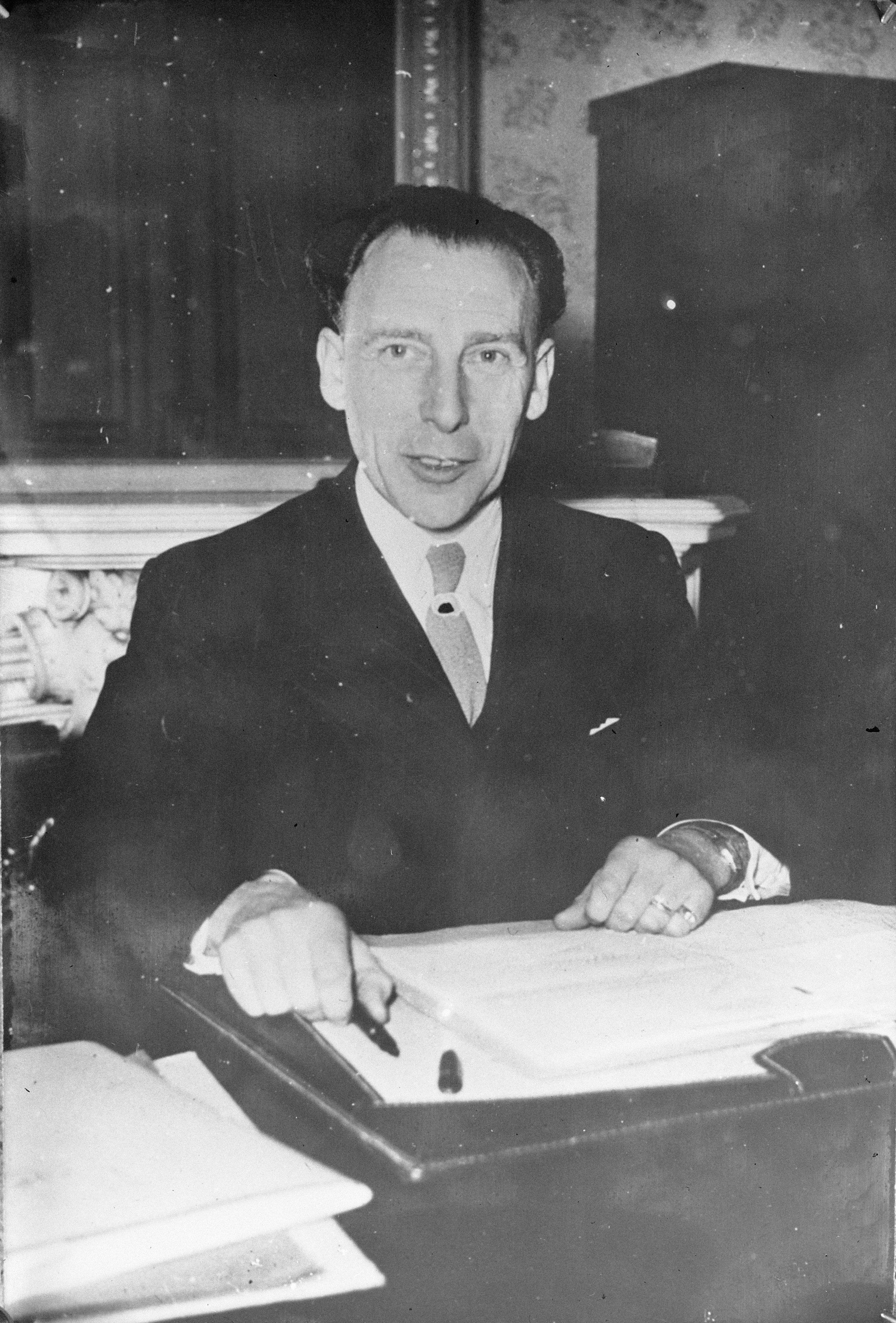
August de Schryver.

Na afloop van zijn raadplegingen stelde koning Boudewijn op 1 juni 1965 minister van Staat August de Schryver (CVP) aan tot informateur. De Schryver zou onderzoeken welke regeringsformules mogelijk waren om een grondwetsherziening te verwezenlijken, de communautaire betrekkingen te harmoniseren en een oplossing te vinden voor de sociaal-economische problemen. Hiertoe voerde hij hoofdzakelijk gesprekken met de voorzitters van de christendemocratische, socialistische en liberale partijen. Op 10 juni ontving De Schryver de voorzitters van deze drie partijen tezamen, om hen te praten over de grondwetsherziening, waarover de christendemocraten en socialisten enerzijds en de liberalen anderzijds, die het akkoord van de rondetafelconferentie niet hadden onderschreven, zeer verschillende opvattingen hadden. Hoewel deze vergadering de standpunten van de partijen nog niet dichter bij elkaar had gebracht, werd De Schryvers opdracht dezelfde dag nog met een week verlengd. De volgende dagen voerde De Schryver opnieuw afzonderlijke gesprekken met de voorzitters van de traditionele partijen en op 15 juni bracht hij Vanden Boeynants, Collard en Vanaudenhove opnieuw samen om de grondwetsartikelen omtrent de vastlegging van de taalgrens en de grenzen van Brussel te bespreken, alsook de waarborgformules waardoor geen enkele taalwet nog gewijzigd kon worden zonder instemming van de helft van de parlementsleden van elke taalgroep. De volgende dagen werd hierover verder vergaderd.
Op 17 juni diende de Schryver zijn eindverslag in als informateur, waarna hij van zijn opdracht werd ontheven. Hij had geen overeenstemming kunnen vinden over de grondwetsherziening en de waarborgformules en had ook nog geen zicht op hoe de volgende regering eruit zou zien.

### Formateur Pierre Harmel (19 juni - 28 juli 1965)

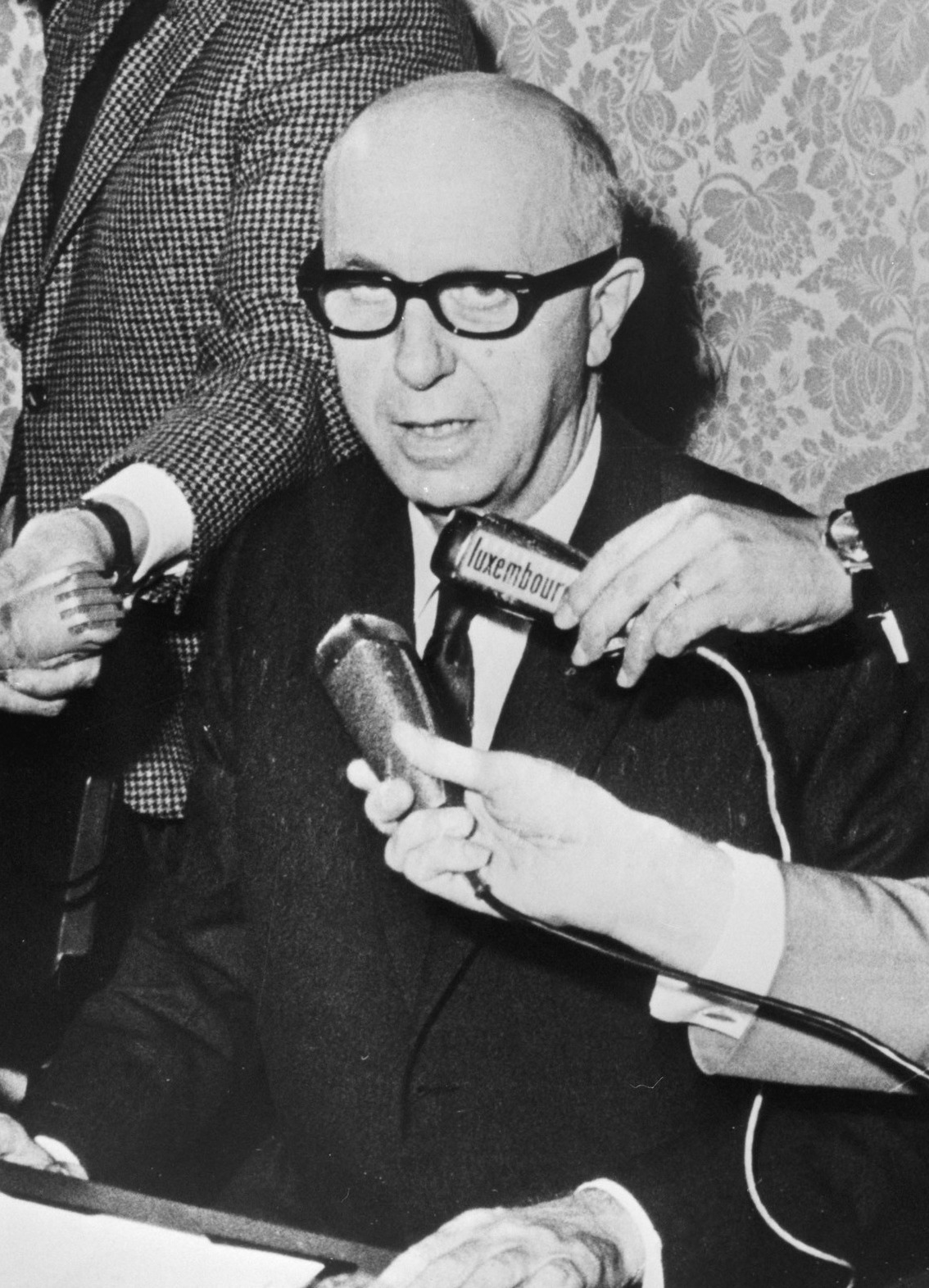
Pierre Harmel.

Op 18 juni werd Pierre Harmel (PSC), de voorzitter van de Waalse vleugel van CVP-PSC en gewezen minister van Onderwijs, door de koning aangezocht als formateur. Hij hield zijn antwoord een dag in beraad. Nadat hij informateur de Schryver had geconsulteerd, aanvaardde Harmel op 19 juni de opdracht. Van 21 tot 25 juni voerde Harmel uitgebreide raadplegingen met figuren uit de politieke, sociale, economische en fiscale wereld om de vorming van de regering grondig voor te bereiden en het pad te effenen voor een grondwetsherziening. Na zijn consultaties werkte de formateur een omstandig rapport uit waarin hij zijn bevindingen over het regeerprogramma, de grondwetsherziening en de meest geschikte regeringsformules opnam.
Op 28 juni ging Harmel aan de koning verslag uitbrengen over dit rapport, waarna hij het overhandigde aan partijvoorzitters Léo Collard (BSP-PSB), Paul Vanden Boeynants (CVP-PSC) en Omer Vanaudenhove (PVV-PLP). In het rapport stelde Harmel voor om een drieledige regering van christendemocraten, socialisten en liberalen te vormen, die volgens hem nodig was om de grondwetsherziening door te voeren en de andere problemen van nationaal belang te regelen. Vervolgens dienden de drie betreffende partijen zich uit te spreken over de voorstellen van Harmel. De christendemocraten en de socialisten gaven aan dat ze bereid waren om over een drieledige regering te praten, terwijl de liberalen deze formule op 30 juni afwezen en het niet eens met Harmels voorstellen over de grondwetsherziening. Nadien sprak CVP-PSC-voorzitter Paul Vanden Boeynants zich uit voor een voortzetting van de toenmalige regering van christendemocraten en socialisten, waarbij de voorstellen van Harmel als basis voor de onderhandelingen moest dienen.
Op 3 juli kwamen de CVP-PSC en de BSP-PSB overeen om op basis van het rapport van Harmel een regeerprogramma uit te werken, waarbij de uitvoering van een grondwetsherziening werd uitgesteld. Vanaf 5 juli kwam een werkgroep bijeen die zich boog over het economisch luik van het regeerakkoord. Op 7 juli bereikten de onderhandelaars een akkoord over het tewerkstellingsbeleid. Een dag later werd een overeenkomst gesloten over de problemen inzake de overheidsfinanciën, de sociale aangelegenheden, ruimtelijke ordening en de economische expansie, waarbij nog geen akkoord werd gesloten over een aantal knelpunten. Op 9 juli kwam er een akkoord tot stand over het onderwijsbeleid en dezelfde dag werd de laatste hand gelegd aan een ontwerpakkoord over de knelpunten rond overheidsinmenging in het energiebeleid en de controle van de staat op financiële holdings. De volgende dag dienden de partijbureaus van CVP-PSC en BSP-PSB zich uit te spreken over het ontwerpprogramma van de regering. Hierbij oordeelden de socialisten dat de bereikte ontwerpakkoorden onvoldoende waren. Vervolgens vroeg de socialistische voorzitter Léo Collard op 12 juli aan de formateur om verduidelijkingen te geven over de punten waarmee de socialisten niet akkoord waren gegaan. De volgende dag werkte de formateur de nadere toelichtingen over het ontwerpregeerprogramma uit, waarna hij die op 14 juli voorlegde aan de socialisten en christendemocraten. Deze keer ging het socialistisch partijbureau met een geringe meerderheid akkoord met het ontwerpprogramma van de regering, waarbij vooral de Waalse socialisten tegen stemden. Vervolgens werd de regeringsformatie even stilgelegd, in afwachting van de partijcongressen van CVP-PSC en BSP-PSB, die zich op 25 juli zouden buigen over het ontwerpregeerakkoord. Beide partijcongressen stemden in met regeringsdeelname, bij de socialisten stemde een meerderheid van de leden van de Waalse federatie echter tegen. Niettemin besloot het socialistisch partijbureau om een regering te vormen met de CVP-PSC.
Op 26 juli ging formateur Harmel van start met de onderhandelingen over de structuur van de nieuwe regering en de verdeling van de portefeuilles. In de avond van 27 juli werd hierover een akkoord bereikt. De volgende dag legden de 20 ministers en 7 staatssecretarissen van de regering-Harmel de eed af in handen van de koning. Op 29 juli las Harmel in het parlement de regeerverklaring voor, waarna de Kamer op 30 juli en de Senaat op 3 augustus 1965 hun vertrouwen gaven aan de regering.
1919 · 1920 · 1921 · 1923 · 1924 · 1925 · 1926 · 1927 · 1929 · 1931 · mei 1932 · okt. 1932 · dec. 1932 · jun. 1934 · nov. 1934 · 1935 · 1936 · 1937 · 1938 ·  feb. 1939 · apr. 1939 · 1940 · 1944 · 1945 · feb-mrt 1946 · jul-aug 1946 · 1947 · 1948 · 1949 · jun 1950 · aug 1950 · 1952 · 1954 · jun. 1958 · nov. 1958 · 1961 · 1965 · 1966 · 1968 · 1971/72  · 1972/73 · 1974 · 1977 · 1978 · 1978/79 · apr.-mei 1980 · okt. 1980 · apr. 1981 · nov.-dec. 1981 · 1985 · oktober 1987 · 1987/88 · 1991/92 · 1995 · 1999 · 2003 · 2007 · 2008 · 2010/11 · 2014 · 2019/20 · 2024/25